# Kieran Hansen
Kieran Hansen (ur. 16 listopada 1971 w Sydney) – australijski łyżwiarz szybki specjalizujący się w short tracku, brązowy medalista igrzysk olimpijskich, trzykrotny medalista mistrzostw świata.
Trzykrotnie wystąpił w zimowych igrzyskach olimpijskich. W 1992 roku podczas igrzysk w Albertville wziął udział w biegu sztafetowym, w którym Australijczycy zajęli siódme miejsce. W lutym 1994 roku wystąpił na igrzyskach olimpijskich w Lillehammer. Zdobył brązowy medal olimpijski w biegu sztafetowym (w australijskim zespole wystąpili poza nim Steven Bradbury, Andrew Murtha i Richard Nizielski). Ponadto zajął dwunaste miejsce w biegu na 1000 m i 23. na 500 m. Podczas kolejnych zimowych igrzysk, w 1998 roku w Nagano, wystąpił tylko w sztafecie i zajął ósme miejsce.
W latach 1991–1994 zdobył trzy medale mistrzostw świata (po jednym z każdego koloru) w biegach sztafetowych. W startach indywidualnych w mistrzostwach świata zajął 16. miejsce w wieloboju w 1992 roku, 14. miejsce w 1993 roku i 17. w 1994 roku.